# Catocala solntsevi
Catocala solntsevi là một loài bướm đêm thuộc họ Erebidae. Nó được tìm thấy ở Quảng Đông ở Trung Quốc và Việt Nam.
Sải cánh dài khoảng 75 mm.